# Крепостной театр Шереметевых
Крепостной театр Шереметевых — крепостной театр в Москве.

## История
Крепостной театр Шереметевых построен графом Петром Шереметевым, создавшим, кроме того, балетную и живописную школы в 1760-х в усадьбе Кусково.
Лучшая пора театра началась при графе Николае Шереметеве, когда он в 1788 году унаследовал усадьбу Останкино. Историк Сергей Дмитриевич Шереметев, его внук, говорил о нём:
Мечтатель, увлекающийся, страстный, музыкально настроенный.
В 1797 году он переместил театр в Останкино, сцена находилась в новопостроенном помещении. В зимнее время театр находился в Москве на Никольской улице. Затем скоординировал обучение сценическому искусству крепостных. Их педагогами были: русский драматург и актёр Пётр Плавильщиков; русский актер и предприниматель Сила Сандунов; балету учили балетмейстеры из Франции и Италии, пению обучали итальянцы, игре на музыкальных инструментах — немцы. Актёры-крепостные все дни репетировали и встречались с учителями, если они ленились, то их наказывали — они питались только хлебом и водой или стояли на коленях. Также крепостные изучали иностранные языки у гувернанток, выписанных из Франции, и у учителей пения.
В театре существовал обычай присвоения артистам имён по названию драгоценных камней. На сцене выступали: Татьяна Шлыкова-Гранатова, Фекла Урусова-Бирюзова, Кузьма Деулин-Сердоликов, Анна Буянова-Изумрудова.
Коллектив театра состоял из 200 крепостных, из них: блиставшая на сцене крепостная актриса Параша Жемчугова, которая попала в театр Шереметевых ещё в 7 лет и впоследствии стала женой графа Николая Петровича Шереметева; танцовщица Татьяна Шлыкова-Гранатова. Репертуар театра включал в себя 100 постановок: оперы итальянских, русских, французских авторов; балеты, комедии, лирические трагедии. Зрители отмечали роскошность и изобилие сценографии.